# Eric Arturo Delvalle

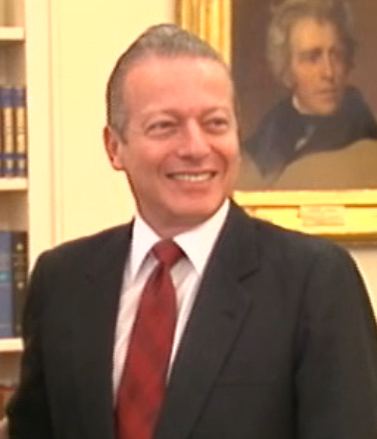
Eric Arturo Delvalle, 1988

Eric Arturo Delvalle (* 2. Februar 1937 in Panama-Stadt; † 2. Oktober 2015) war von 1985 bis 1988 der 40. Staatspräsident von Panama.
Delvalle studierte zuerst in Panama und dann an der Louisiana State University. Nach seiner Rückkehr wurde er u. a. Präsident der nationalen Zuckerindustrie und Geschäftsführer und Präsident verschiedener privater Gesellschaften. Während seiner politischen Karriere wurde er Mitglied der Nationalversammlung. 1984 wurde er Präsident der Liberalen Partei und Vizepräsident des Landes. Am 28. September 1985 übernahm er als Nachfolger von Nicolás Ardito Barletta Vallarino das Amt des Staatspräsidenten bis zum 26. Februar 1988. Sein Nachfolger wurde Manuel Solís Palma.